# فطومة تواتي
فطومة تواتي (من مواليد 1950) هي روائية فرنسية جزائرية تكتب بالفرنسيّة.

## الحياة المُبكّرة والتعليم
وُلدت فطومة تواتي في عزازوا وهي قرية جبلية صغيرة تقعُ في منطقة القبائل بالجزائر. هاجر والداها إلى فرنسا عام 1951 قبل حرب الاستقلال الجزائرية. عادت في عام 1975 إلى منطقة القبايل لمدة أربع سنوات، حيث عملت أمينة مكتبة في جامعة تيزي وزو.
جسَّدت في روايتها Le printemps désespéré (بالعربيّة: الربيع اليائس) حياة ثلاثة أجيال من النساء الجزائريات، وسلَّطت الضوء على الطريقة التي دعمتها شبكة من العلاقات النسائية في التعامل مع العنصرية المتكررة والتمييز الجنسي الذي تُعاني منه النساء الجزائريات.

## قائمة أعمالها
هذه قائمةٌ بأبرز أعمال الكاتبة الجزائريّة فطومة تواتي:
- Le printemps désespéré: vies d'Algériennes (كتاب صدر عام 1984 وتُرجم إلى الإنجليزية من قبل روس شوارتز بعد الإصدار الرسمي بثلاث سنوات، أمّا العنوان العربي فهو «ربيع يائس»)